# Hofburg

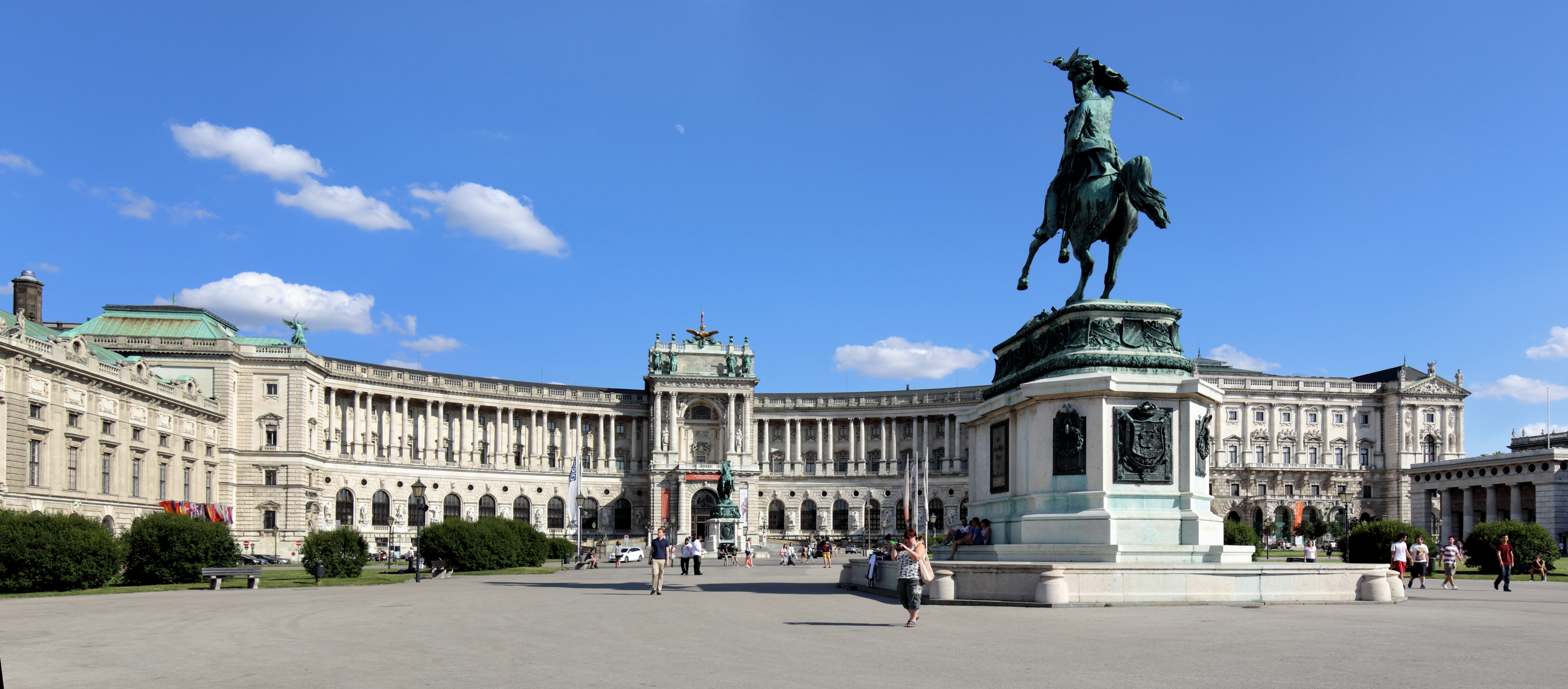
Hofburg (Neue Burg). Ryttarstatyn närmast föreställer Ärkehertig Karl som var det Habsburgska väldets främste fältherre under Napoleonkrigen.

Översiktskarta över Hofburg.
Flyglar:
1: Schweizertrakt
2: Augustinerkirche und Kloster
3: Stallburg
4: Amalienburg
5: Leopoldinischer Trakt
6: Redoutensaaltrakt
7: Winterreitschule
8: Hofbibliothek
9: Augustinertrakt
10: Palais Erzherzog Albrecht
11: Reichskanzleitrakt
12: Festsaaltrakt
13: Michaelertrakt
14: Neue Burg
15: Corps de Logis
16: Palmenhaus
17: Ehemalige Umwallung
Borggårdar & torg:
A: In der Burg
B: Ballhausplatz
C: Michaelerplatz,
D: Schweizerhof
E: Josefsplatz
F: Albertinaplatz
Statyer och minnesmärken:
a: Reiterstandbild Erzherzog Karl
b: Reiterstandbild Prinz Eugen
c: Mozart-Denkmal
d: Goethe-Denkmal
e: Reiterstandbild Kaiser Josef I
f: Reiterstandbild Erzherzog Albrecht.

Hofburg (tyska: Wiener Hofburg) är ett palats i Österrikes huvudstad Wien och är ett före detta kejserligt residens. Från 1438 till 1583 och från 1612 till 1806 var det säte för kungar och kejsare av det Tysk-romerska riket och därefter var det säte för den österrikiske kejsaren fram till 1918. Numer är Hofburg det officiella sätet för Österrikes förbundspresident.
Hofburg var Habsburgarnas huvudsakliga vinterbostad, medan Schönbrunn utanför staden var sommarbostaden. 

## Bakgrund
Hofburg har byggts om och moderniserats över århundradena och innehåller bland annat kapell, museer, kejserliga biblioteket (Hofbibliothek, numera Prunksaal), skattkammaren (Schatzkammer, med riksregalierna), nationalbiblioteket, nationalteatern (Burgtheater) och Spanska ridskolan (Hofreitschule).
Den sydvästra delen av Hofburg gränsar mot boulevarden Ringstraße som innan 1800-talets mitt utgjorde staden Wiens ringmur.

## Galleri

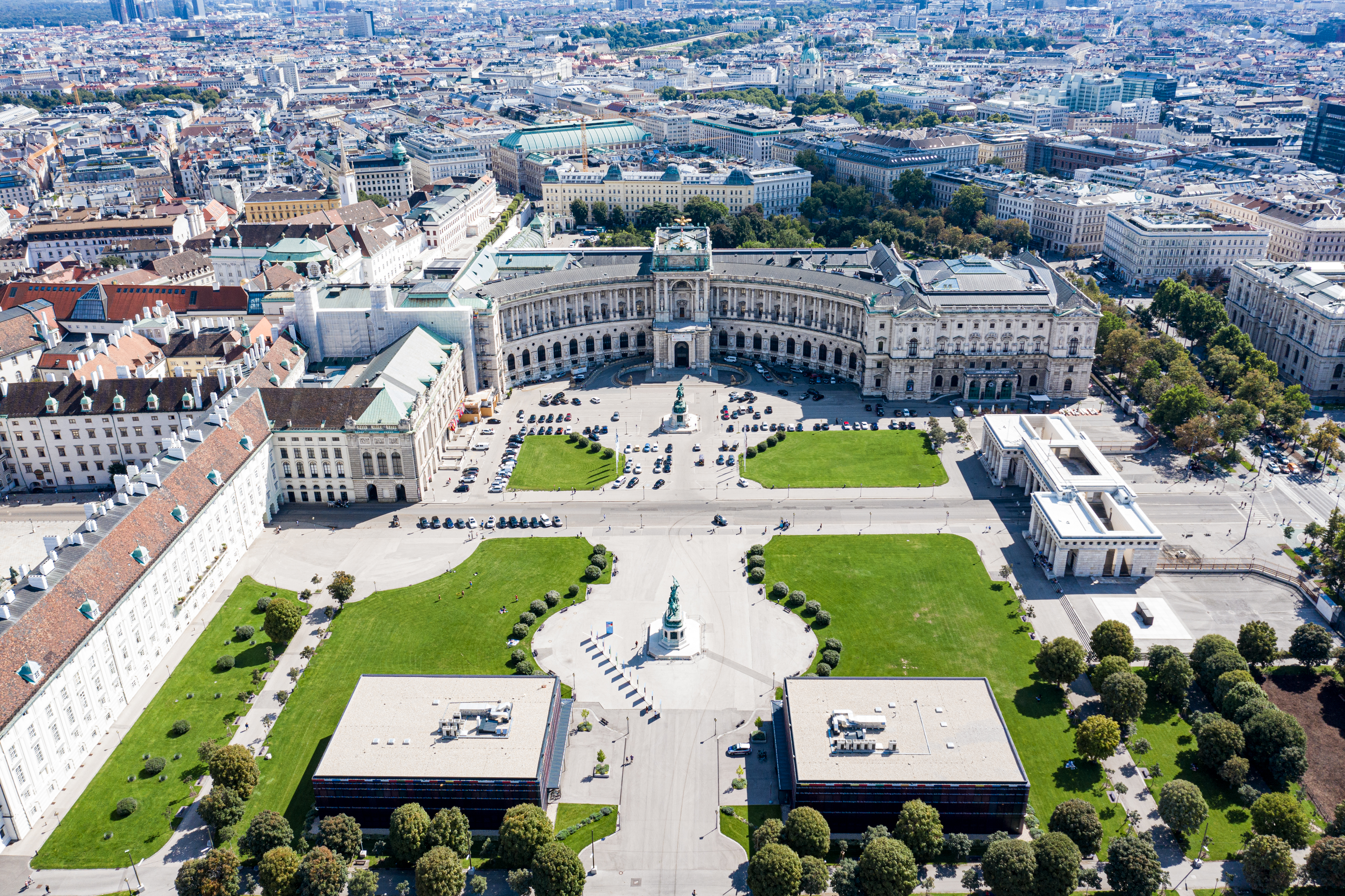
Heldenplatz på flygbild, till höger syns Ringstraße
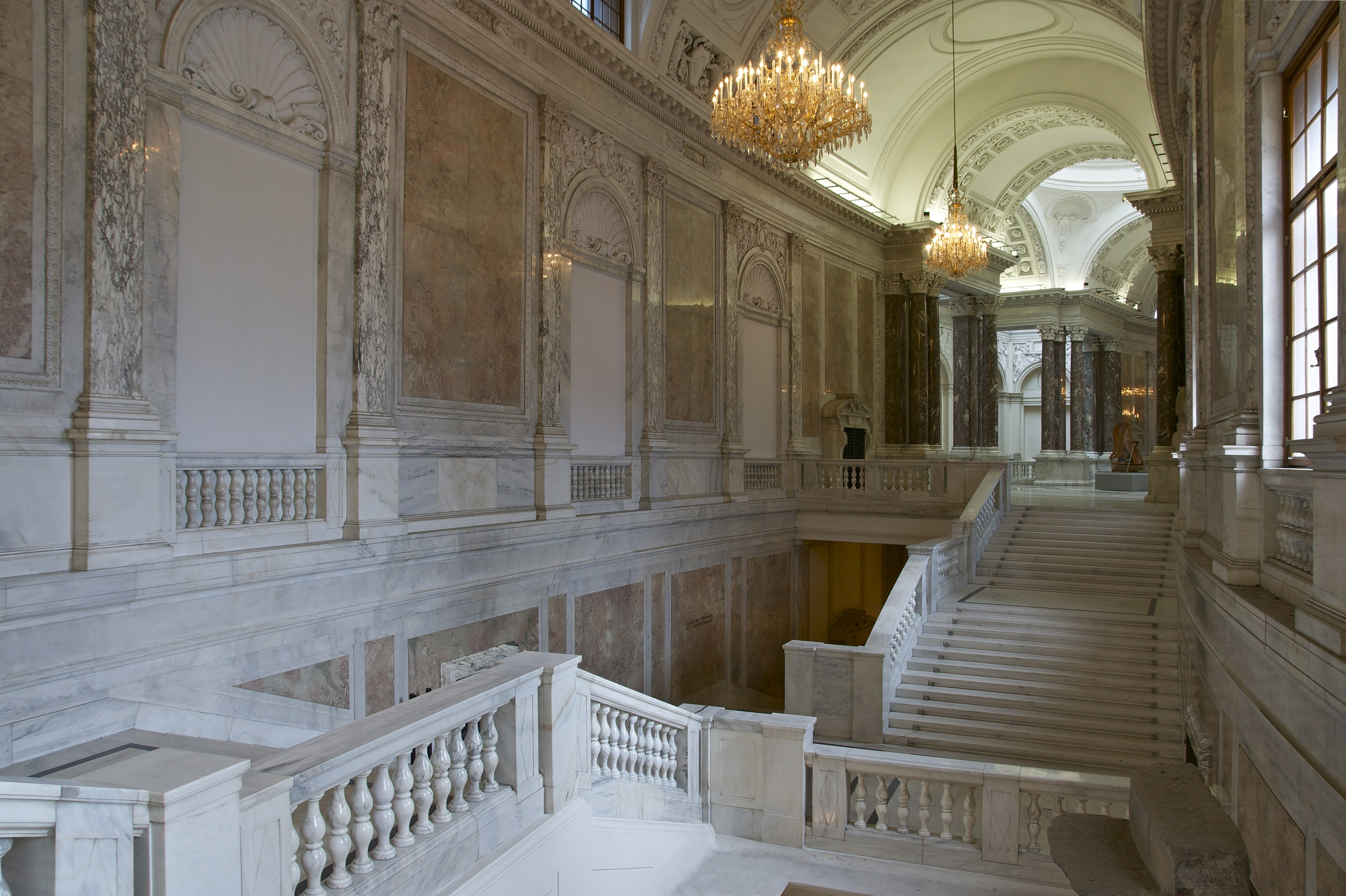
Trapphall i Neue Burg
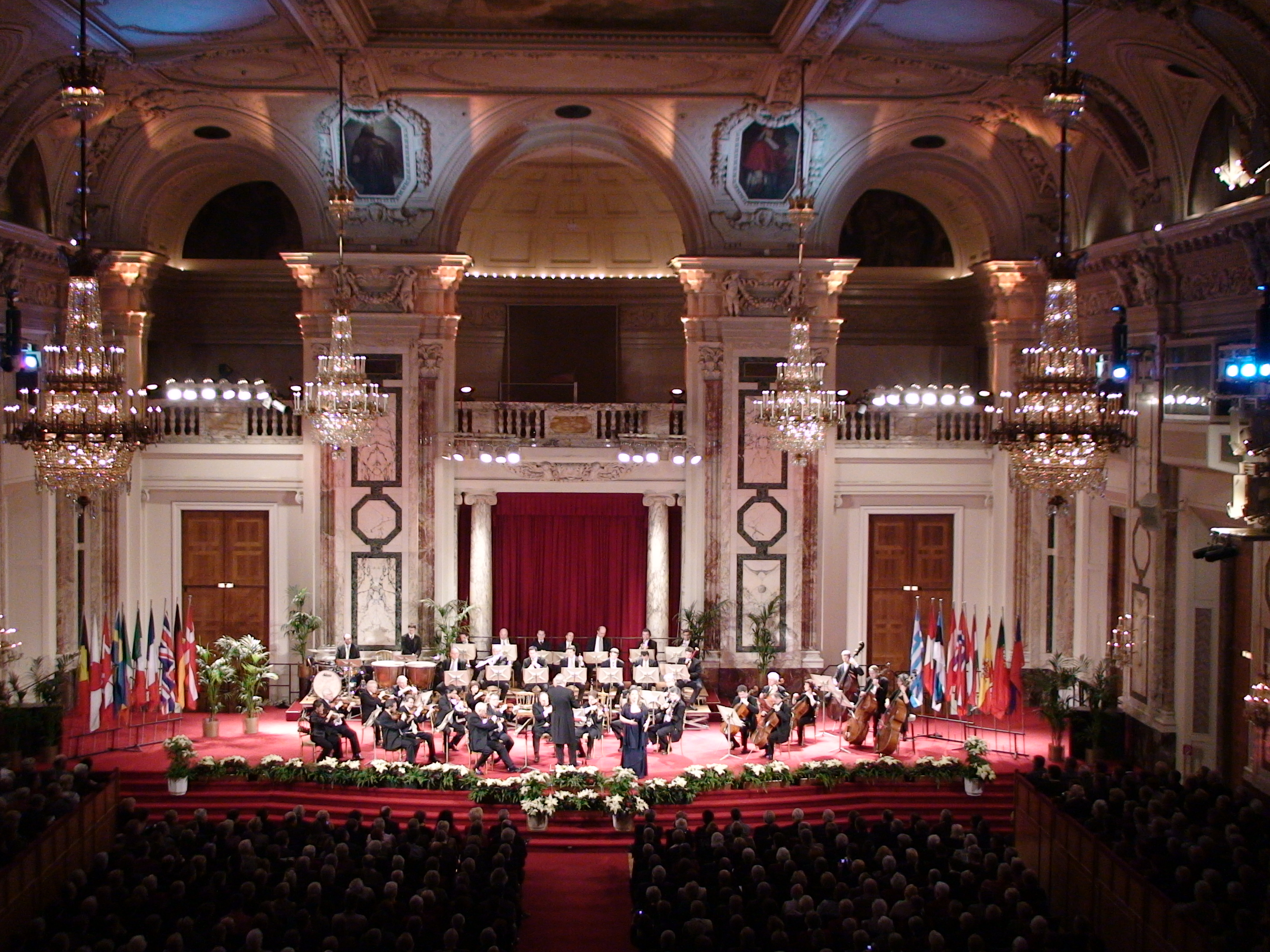
Festsaal
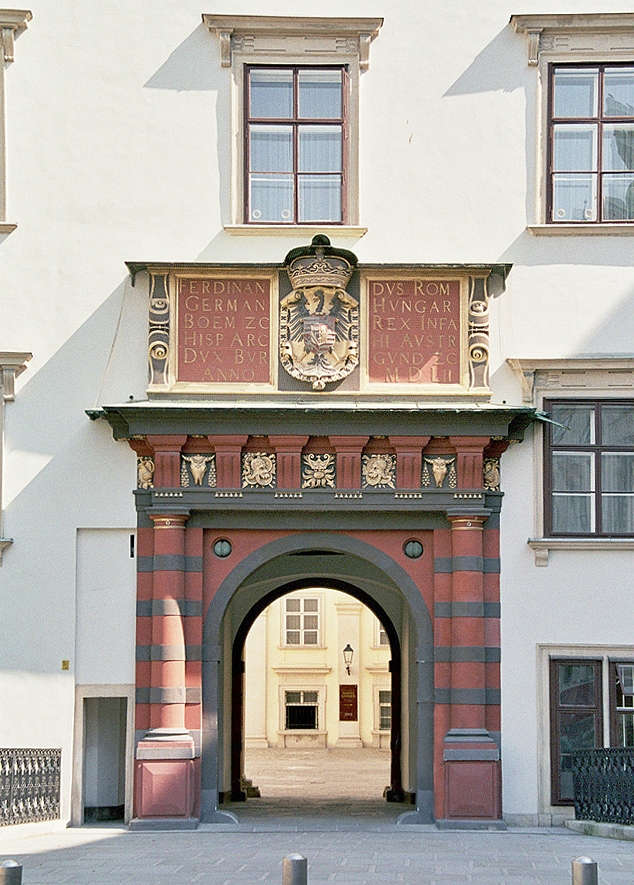
Schweizertor
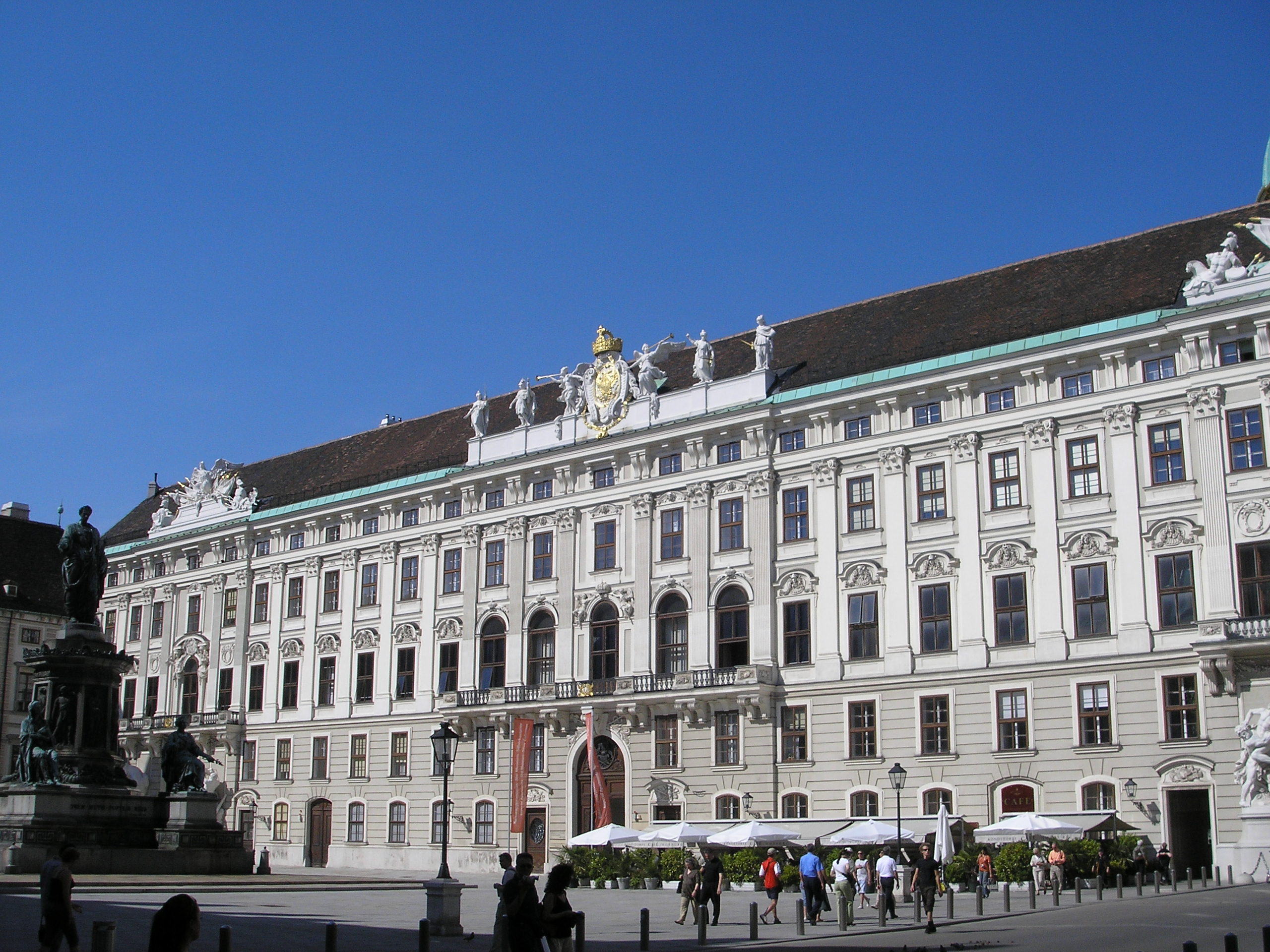
Reichskanzleitrakt
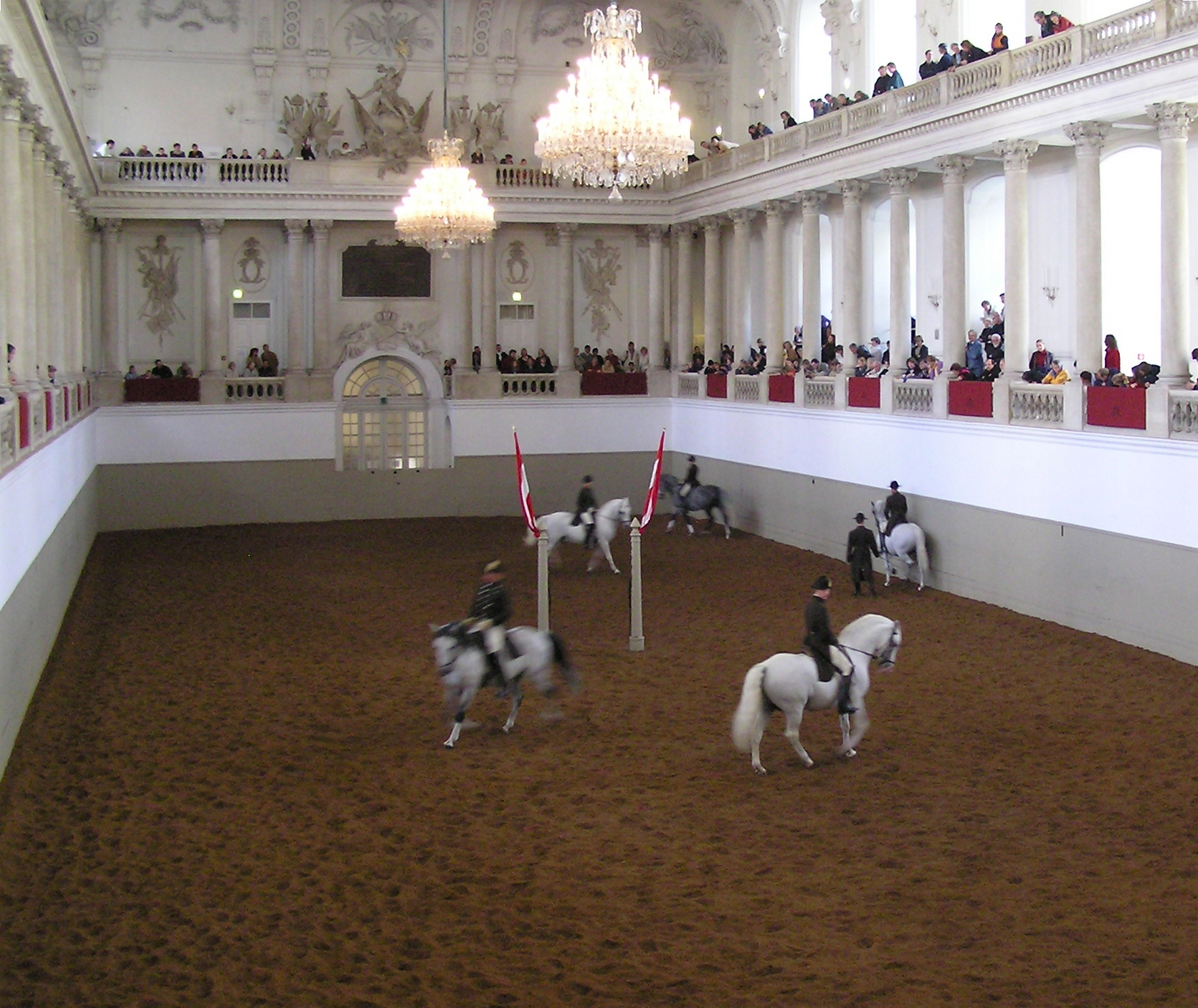
Spanska ridskolan
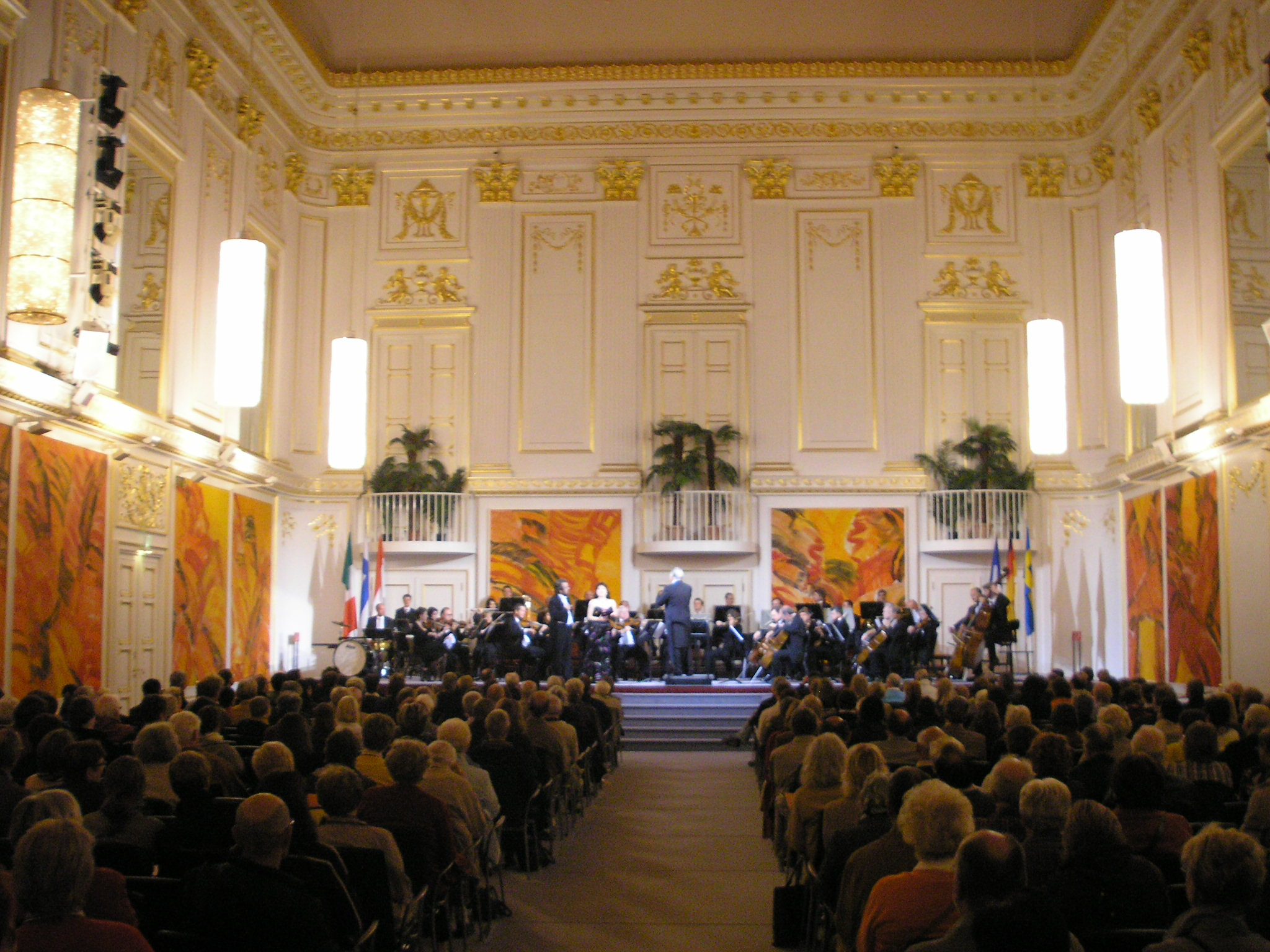
Redoutensaal
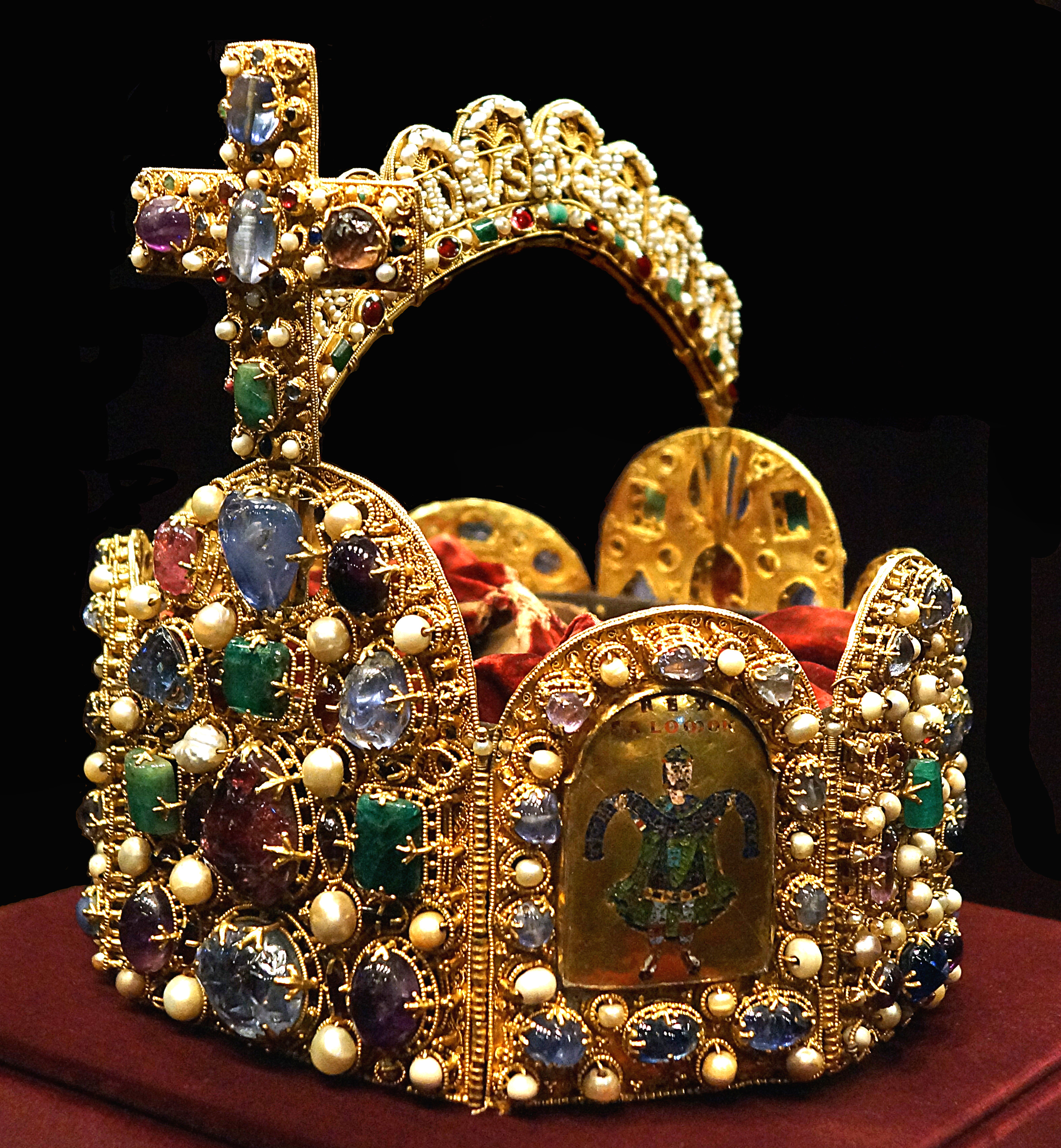
Tysk-romerska rikets kejserliga krona